# Ronnie Gardner
Ronnie Lee Gardner (* 16. Januar 1961 in Salt Lake City, Utah; † 18. Juni 2010 in Draper, Utah) war ein US-amerikanischer Schwerkrimineller, Mörder und Ausbrecher. Er zählte zu den gefährlichsten Straftätern in der Geschichte von Utah und wurde 2010 durch ein Erschießungskommando hingerichtet.

## Ereignisse
Ronnie Lee Gardner kam erstmals im Februar 1980 wegen Raubes ins Utah State Prison. Dort entkam er mit einem Mithäftling bereits im April 1981 aus einer Abteilung mit minimaler Sicherheitsstufe. Die beiden Männer hatten unter Drogeneinfluss den Gefängniszaun überklettert. Elf Tage später wurde Gardner wieder verhaftet. Er hatte versucht, einen Bekannten seiner Ehefrau zu töten, wurde von diesem jedoch aus Notwehr angeschossen. Bei einem weiteren Fluchtversuch konnte er zwischen zwei Sicherheitszäunen gestellt werden.
Im August 1984 entkam er während einer Untersuchung aus dem University of Utah Medical Center in Salt Lake City. Er hatte einen Wärter überwältigt, zusammengeschlagen und dessen Dienstwaffe geraubt, wobei der Beamte 17 Knochenbrüche im Gesicht erlitt. Anschließend zwang er einen Medizinstudenten, ihn auf dessen Motorrad zu dessen Wohnung zu fahren, wo er Kleidung entwendete und seine Geisel mit Schnürsenkeln gefesselt zurückließ.
Am 9. Oktober 1984 beging er seinen ersten Mord. Unter Drogeneinfluss verübte er einen Raubüberfall auf eine Taverne in Salt Lake City und erschoss dabei den 37-jährigen Angestellten Melvyn Otterstrom. Bei dem Verbrechen wurde er von Darcy McCoy begleitet, einer Bekannten der Frau seines Cousins. Im November 1984 konnte er nach einem Hinweis bei seinem Cousin verhaftet werden. Gardner wurde des vorsätzlichen Mordes und weiterer Verbrechen im Zusammenhang mit seiner Flucht angeklagt. 
Am 2. April 1985 wurde er von zwei Wärtern in die Metropolitan Hall of Justice in Salt Lake City geführt, wo seine Verhandlung wegen Mordes an Otterstrom geführt wurde. Darcy McCoys Schwester Carma Hainsworth übergab Gardner plötzlich eine Schusswaffe. Dieser konnte sich losreißen und flüchtete daraufhin in die Archivräume des Gebäudes, wobei er bei einem Schusswechsel mit seinen Bewachern in die Brust getroffen wurde. Beim Versuch einen Aufzug zu erreichen schoss er dem 36-jährigen Strafverteidiger Michael Burdell in den Kopf. Dieser starb etwa 45 Minuten später im Krankenhaus. Der zu Hilfe eilende Gerichtsdiener George Kirk wurde von Gardner in den Unterkörper getroffen. Das Projektil durchschlug Magen, Darm und Hüfte und verletzte Kirk schwer. Anschließend lief Gardner vor das Gebäude, das bereits von der Polizei umstellt war, und ergab sich widerstandslos. George Kirk litt seit diesem Tag an Dauerschmerzen und starb elf Jahre später an den Folgen seiner Schussverletzung.
Im Juni 1985 wurde er für den Mord an Melvyn Otterstrom zu lebenslanger Haft verurteilt. Im Oktober 1985 wurde er von der Jury nach rund dreistündiger Beratung des Mordes an Michael Burdell für schuldig befunden und drei Tage später zum Tode verurteilt. Carma Hainsworth verbüßte für ihre Fluchthilfe eine Freiheitsstrafe von acht Jahren.
Im Oktober 1987 verbarrikadierte Gardner mit anderen Häftlingen den Besucherraum, durchbrach die Trennscheibe und hatte Sex mit seiner Besucherin. Im September 1994 stach Gardner in betrunkenem Zustand einem Mithäftling in Hals, Brust, Rücken und Arme. Dieser überlebte schwer verletzt. Da Gardner bereits zum Tode verurteilt war, wurde keine Anklage erhoben.
Er verbrachte fast 25 Jahre im Todestrakt des Utah State Prison, ehe er im Juni 2010 durch ein Erschießungskommando hingerichtet wurde. Er gab keine letzten Worte ab. Seine letzte Mahlzeit, bestehend aus Steak, Hummer, Apfelkuchen und Vanilleeis, verzehrte er, während er alle Teile der Herr-der-Ringe-Trilogie schaute.
Häftlinge, die vor 2004 zum Tode verurteilt worden sind, können bei der Hinrichtungsart zwischen Giftspritze und Erschießen wählen. Gardner hatte im April 2010 von dieser Regelung Gebrauch gemacht. Es war die erste Hinrichtung dieses Jahres in Utah und die siebte seit Wiedereinführung der Todesstrafe 1976. Zudem war es die erst dritte Hinrichtung in den USA seit 1976, die durch ein Erschießungskommando erfolgte. Die letzte Hinrichtung durch Erschießen war 14 Jahre zuvor erfolgt.